# Lijst van voetbalinterlands Aruba - Grenada (vrouwen)
Deze lijst van voetbalinterlands is een overzicht van alle officiële voetbalinterlands tussen de nationale vrouwenteams van Aruba en Grenada. De landen hebben tot nu toe één keer tegen elkaar gespeeld.

## Wedstrijden
| № | Plaats  | Datum            | Competitie                          | Wedstrijd       | Uitslag |
| - | ------- | ---------------- | ----------------------------------- | --------------- | ------- |
| 1 | Bayamón | 25 augustus 2015 | Olympische Spelen 2016 kwalificatie | Grenada − Aruba | 2 − 0   |

## Samenvatting
| Competitie                     | Totaal gespeeld | Winst Aruba | Gelijk | Winst Grenada | Doelsaldo Aruba – Grenada |
| ------------------------------ | --------------- | ----------- | ------ | ------------- | ------------------------- |
| Olympische Spelen kwalificatie | 1               | 0           | 0      | 1             | 0 − 2                     |
| Totaal                         | 1               | 0           | 0      | 1             | 0 − 2                     |